# شبيهة القلوية البولية المحلولة
شبيهة القلوية البولية المحلولة (الاسم العلمي: Paralcaligenes ureilyticus) هي نوع من البكتيريا، سلبية الغرام، تتبع جنس الشبيهة القلويات.